# 7065 Fredschaaf
A 7065 Fredschaaf (ideiglenes jelöléssel (7065) 1992 PU2) a Naprendszer kisbolygóövében található aszteroida. Henry E. Holt fedezte fel 1992. augusztus 2-án.